# Spicata monticola
Spicata monticola är en loppart som först beskrevs av Prince 1945.  Spicata monticola ingår i släktet Spicata och familjen fågelloppor. Inga underarter finns listade i Catalogue of Life.